# کتابخانه بنیاد دائرةالمعارف اسلامی
کتابخانه بنیاد دایرة المعارف اسلامی در سال ۱۳۶۲ توسط بنیاد دایرةالمعارف اسلامی تأسیس گردید.